# ساندرا بيكر
ساندرا بيكر (بالألمانية: Sandra Becker)‏ هي فنانة ألمانية، ولدت في 1967 في فرايبورغ في ألمانيا.

## روابط خارجية
- ساندرا بيكر على موقع IMDb (الإنجليزية)